# エスキル・フォクト
エスキル・フォクト（Eskil Vogt, 1974年10月31日 - ）は、ノルウェーの映画監督、脚本家である。

## キャリア
『リプライズ』（2006年）、『オスロ、8月31日』（2011年）、『母の残像』（2015年）、『テルマ』（2017年）などヨアキム・トリアーの監督映画をトリアーと共同執筆している。
他に脚本・監督を務めたドラマ映画『ブラインド 視線のエロス』は2014年サンダンス映画祭で上映され、ワールド・シネマ脚本賞を受賞した。また第64回ベルリン国際映画祭ではヨーロッパ・シネマ・ラベルを獲得した。
2021年の第74回カンヌ国際映画祭では監督・脚本を務めた『De uskyldige』がある視点部門、脚本を務めた『わたしは最悪。』がコンペティション部門で上映された。『わたしは最悪。』によりフォクトは第94回アカデミー賞脚本賞にノミネートされた。

## フィルモグラフィ

### 短編映画
- Still (2001) 脚本
- Procter (2002) 脚本
- Une étreinte  (2003) 監督・脚本
- Les étrangers (2004) 監督・脚本

### 長編映画
- リプライズ（英語版） Reprise (2006) 脚本
- オスロ、8月31日（英語版） Oslo, 31. august (2011) 脚本
- ブラインド 視線のエロス（英語版） Blind (2014) 監督・脚本
- 母の残像（英語版）　Louder Than Bombs (2015) 脚本・製作総指揮
- テルマ Thelma (2017) 脚本・製作総指揮
- イノセンツ De uskyldige (2021) 監督・脚本
- わたしは最悪。 Verdens verste menneske (2021) 脚本

## 受賞とノミネート
| 賞           | 年   | 部門   | 作品名         | 結果       |
| ------------ | ---- | ------ | -------------- | ---------- |
| アカデミー賞 | 2021 | 脚本賞 | わたしは最悪。 | ノミネート |